# Domingos Martins
Domingos Martins est une municipalité brésilienne de l'État de l'Espírito Santo. Sa population était estimée à 34 239 habitants en 2014. Elle s'étend sur 1 225 km2.

## Maires
| Période | Période | Identité       | Étiquette | Qualité |
| ------- | ------- | -------------- | --------- | ------- |
| 2009    | 2012    | Wanzete Kruger | PSB       |         |